# Massagem tântrica
Massagem tântrica é um estilo de massagem que tem como base o Tantra, que é uma filosofia surgida em 2500 a.C., cuja origem nasceu na cultura Drávida, povo que vivia no vale do Rio Indo, onde hoje é conhecido como Paquistão. Tem suas raízes no Tantra Yoga.
O Tantra é uma filosofia, comportamental, de princípios matriarcais, sensoriais e desrepressores. Suas meditações, práticas e vivências levam ao despertar e ascender a energia Kundalini, que é a energia vital que dá movimento à vida e consequentemente todos os processos energéticos, emocionais, mentais e fisiológicos dos indivíduos. Considera-se a ascensão da Kundalini nascendo na região pélvica (chakra básico) e subindo pela coluna vertebral até o topo da cabeça (chakra primário).
A massagem tântrica busca refinar a sensibilidade, no intuito de expandir e intensificar a sensação orgástica, encadeando diversos agrupamentos musculares na reação bioelétrica do orgasmo. Não só isso, alguns tipos dessa massagem também buscam tonificar e fortalecer os músculos genitais de homens e mulheres, a fim de proporcionar uma maior sustentação de bioenergia.
Esse trabalho de intensificação do orgasmo possui um efeito terapêutico - energizando os chakras e regulando a produção hormonal — além de um efeito meditativo, de expansão da consciência e da percepção. Não deve ser confundido, porém, com o sexo tântrico — chamado, em sânscrito, de Maithuna — ou sexo de qualquer natureza. A massagem, embora lide com a energia sexual, propõe uma quebra de paradigmas e conceitos ligados a sexualidade que, efetivamente, não poderia acontecer em uma relação sexual comum, embora não haja nenhuma citação nos textos tântricos originais.
Apesar de utilizar o termo “massagem”, ela, na verdade, não possui ligação direta com a terapia por massagem, possuindo técnicas, filosofias, objetivos e origens diferentes da massoterapia. Portanto, ao nível de classificação internacional, a “massagem tântrica” não é reconhecida com uma massagem propriamente dita, mas apenas vista como terapia alternativa corporal, não pertencendo aos métodos utilizados por massoterapeutas no Brasil ou no exterior.

## No Brasil
A partir dos anos 90 o brasileiro Deva Nishok criou o Centro Metamorfose, para aplicar o método que leva seu nome, a partir de ideias inspiradas na filosofia do guru indiano Rajneesh Osho.
Outro discípulo de Osho, que também fez história no Tantra no Brasil, é o Argentino Gabriel Saananda que está a frente e coordena até hoje o espaço Companhia do Ser.
Um espaço terapêutico que hoje segue como referência os ensinamentos do mestre Osho e de Gabriel Saananda, é o Espaço Pulso de Vida em São Paulo–SP, reforçando os trabalhos do Neotantra aliado a visão da Anatomia emocional.
Em 2018, a Terapêutica Tântrica atinge um marco importante, quando o casal de brasileiros Prem Gurutama e Daricha Sundari, através de um convênio de cooperação técnica entre o Instituto-Escola ATMAN Consciência & Tantra e a Faculdade JK, em Brasília, criaram a primeira Pós-Graduação em Sexualidade Humana com ênfase na Terapêutica Tântrica do mundo, curso reconhecido pelo MEC, como um movimento de vanguarda no sentido de  buscar o desenvolvimento das meditações e da massagem tântrica como método terapêutico no meio científico e acadêmico.[carece de fontes?]
No dia 22 de maio de 2020 é fundada a Associação Brasileira de Terapeutas Tântricas e Tântricos - ABRATANTRA, A ABRATANTRA propõe-se a apoiar as terapeutas tântricas através da regulamentação, informação, promoção de conhecimentos e competências para o exercício profissional qualificado, eficiente e com responsabilidade social. Contando com mais de uma centena de profissionais que atuam sob um Código de Conduta Profissional de Terapeutas Tântricas e Tântricos, que estabelece conceitos, valores, áreas de atuação, direitos e deveres dos profissionais e direitos dos clientes e interagentes.
A terapêutica tântrica é entendida como um conjunto de práticas e saberes com finalidade terapêutica que visam a promoção da saúde, autonomia, bem-estar, autoconhecimento, desenvolvimento pessoal e desenvolvimento humano; bem como o ensino, estudo e pesquisa dos métodos e procedimentos da terapia tântrica, que incluem, entre outras, técnicas corporais, energéticas, meditativas, psicoemocionais, práticas integrativas com finalidade terapêutica, bem como voltada ao ensino, estudo e pesquisa, fundamentadas nos conhecimentos da sexualidade e na visão milenar do Tantra.
A Terapêutica Tântrica não envolve a interação sexual entre terapeutas e interagentes, participantes e/ou alunas em processo formativo e centra-se no autoconhecimento do Ser e visa facilitar a liberdade, autonomia e responsabilidade, proporcionando saúde e bem-estar no seu desenvolvimento humano.
O autoconhecimento na Terapêutica Tântrica pressupõe um processo de mudança psicoemocional, física e energética, e envolve não só as interagentes, participantes e/ou alunas em processo formativo, mas também um conjunto de outras dimensões, como a família, o trabalho e a própria vida em sociedade.

## Ver Também
- Massagem Yoni
- Neotantra
- ABRATANTRA - Associação Brasileira de Terapeutas Tântricas e Tântricos